# Le Mesnil-Thomas
Le Mesnil-Thomas és un municipi francès, situat al departament de l'Eure i Loir i a la regió de Centre – Vall del Loira. L'any 2007 tenia 325 habitants.

## Demografia

### Població
El 2007 la població de fet de Le Mesnil-Thomas era de 325 persones. Hi havia 128 famílies, de les quals 36 eren unipersonals (24 homes vivint sols i 12 dones vivint soles), 40 parelles sense fills, 48 parelles amb fills i 4 famílies monoparentals amb fills.
La població ha evolucionat segons el següent gràfic:
Habitants censats

### Habitatges
El 2007 hi havia 200 habitatges, 131 eren l'habitatge principal de la família, 65 eren segones residències i 4 estaven desocupats. Tots els 198 habitatges eren cases. Dels 131 habitatges principals, 114 estaven ocupats pels seus propietaris i 17 estaven llogats i ocupats pels llogaters; 1 tenia una cambra, 8 en tenien dues, 26 en tenien tres, 42 en tenien quatre i 54 en tenien cinc o més. 128 habitatges disposaven pel capbaix d'una plaça de pàrquing. A 70 habitatges hi havia un automòbil i a 52 n'hi havia dos o més.

### Piràmide de població
La piràmide de població per edats i sexe el 2009 era:
| Homes | Edats   | Dones |
| ----- | ------- | ----- |
| 0     | 95 o +  | 0     |
| 4     | 90 a 94 | 0     |
| 0     | 85 a 89 | 8     |
| 4     | 80 a 84 | 0     |
| 0     | 75 a 79 | 4     |
| 8     | 70 a 74 | 8     |
| 8     | 65 a 69 | 12    |
| 0     | 60 a 64 | 4     |
| 0     | 55 a 59 | 4     |
| 28    | 50 a 54 | 8     |
| 12    | 45 a 49 | 8     |
| 16    | 40 a 44 | 20    |
| 12    | 35 a 39 | 0     |
| 4     | 30 a 34 | 12    |
| 8     | 25 a 29 | 12    |
| 0     | 20 a 24 | 4     |
| 0     | 15 a 19 | 4     |
| 12    | 10 a 14 | 4     |
| 16    | 5 a 9   | 8     |
| 8     | 0 a 4   | 16    |

## Economia
El 2007 la població en edat de treballar era de 195 persones, 143 eren actives i 52 eren inactives. De les 143 persones actives 129 estaven ocupades (76 homes i 53 dones) i 14 estaven aturades (4 homes i 10 dones). De les 52 persones inactives 18 estaven jubilades, 15 estaven estudiant i 19 estaven classificades com a «altres inactius».

### Ingressos
El 2009 a Le Mesnil-Thomas hi havia 138 unitats fiscals que integraven 319 persones, la mediana anual d'ingressos fiscals per persona era de 17.751 €.

### Activitats econòmiques
Dels 16 establiments que hi havia el 2007, 1 era d'una empresa de fabricació de material elèctric, 2 d'empreses de fabricació d'altres productes industrials, 4 d'empreses de construcció, 3 d'empreses de comerç i reparació d'automòbils, 2 d'empreses financeres, 1 d'una empresa immobiliària, 2 d'empreses de serveis i 1 d'una empresa classificada com a «altres activitats de serveis».
Dels 3 establiments de servei als particulars que hi havia el 2009, 1 era un paleta, 1 fusteria i 1 lampisteria.
L'any 2000 a Le Mesnil-Thomas hi havia 17 explotacions agrícoles que ocupaven un total de 1.456 hectàrees.

## Equipaments sanitaris i escolars
El 2009 hi havia una escola elemental.

## Poblacions més properes
El següent diagrama mostra les poblacions més properes.